# 福建號航空母艦
福建號航空母艦，正式名稱為中国人民解放军海军福建舰（舷號：18），为首艘003型航空母舰。该舰以福建省命名，是中华人民共和国自行设计和建造的第二艘航空母舰，也是中国人民解放军海军第一艘同时采用直通甲板和电磁弹射设计的航母。
福建號航空母艦是首艘于美國之外建造服役的超級航空母艦。商業衛星圖像顯示其飞行甲板全長316（1,037英尺），全寬76（249英尺），水线長約300（980英尺），比美國海军的福特級航空母舰大约短10米多，满载排水量超过80,000公噸（79,000長噸），采用常规动力驱动，使用弹射辅助起飞拦阻回收（CATOBAR）。美国《外交学者》杂志编辑罗伯特·法利認為，福建号航母在建成後將成為“有史以來在美國以外建造的最大、最先進的航空母艦”，也是迄今为止在亞洲建造過的最大軍艦；中国官方称其为“目前世界上排水量最大的常规动力航空母舰”。

## 历程

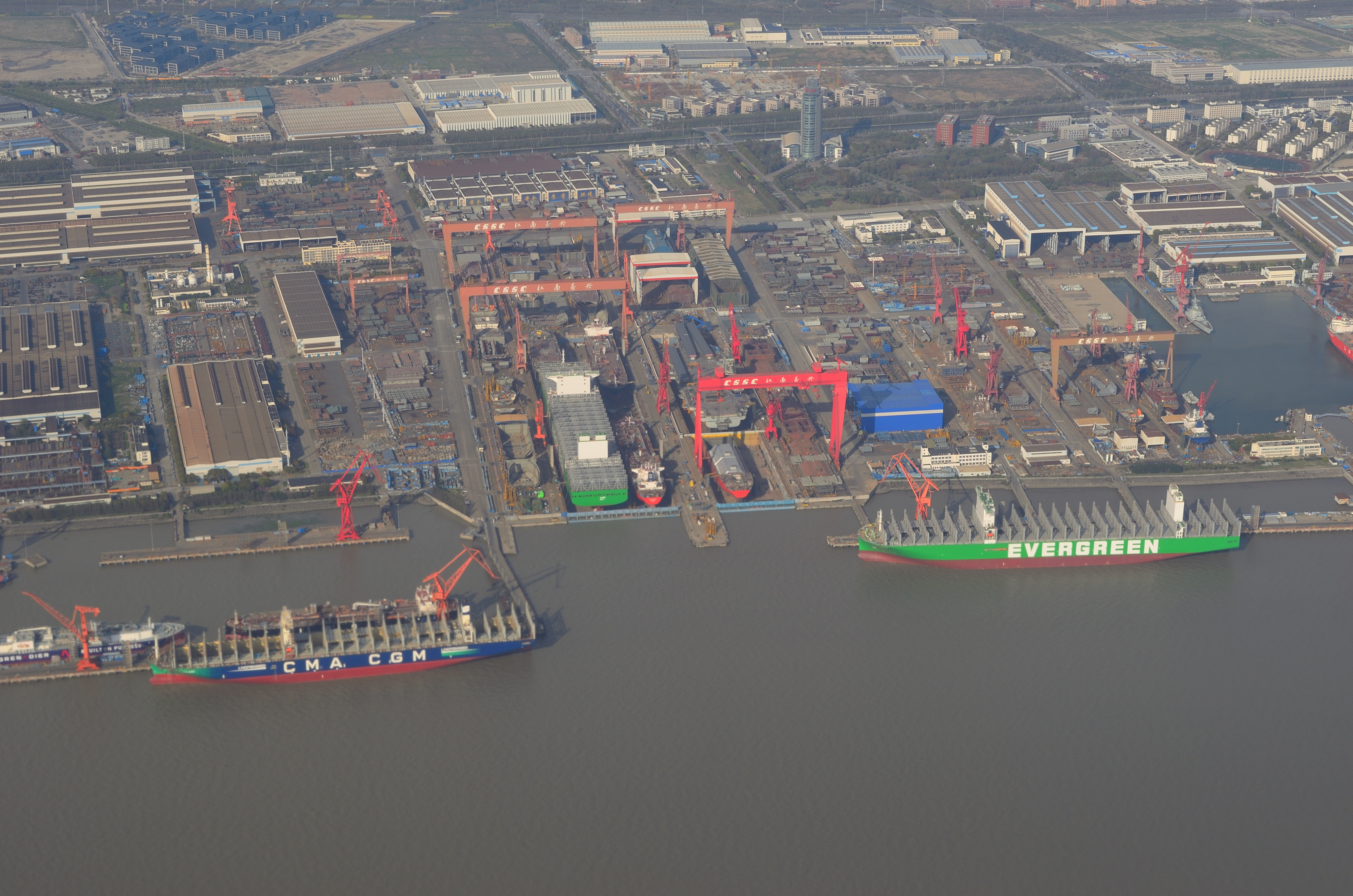
2022年於江南造船廠建造中的福建號

### 建造
福建号建造始于2010年代中期，确切日期不详；且采用航母模块化生产线建设模式。据外媒报道称，“初步工作”已于2016年2月开始。
福建号原计划採用两台蒸汽彈射器，但后来电磁弹射器技术取得突破，並且具备上舰条件，因此決定改为採用弹射效率更高、安全性更好的电磁弹射器，同時修改舰体、舱室结构以及其他子系统以利電磁彈射器上艦。
因改為採用电磁弹射，航母设计布局需要进行大范围改动，工作量巨大，原定于2017年6月施工的航母被推迟。到2017年11月，海军已经开发了一种艦艇中壓直流綜合電力系統为电磁弹射器提供电力。得益於電磁彈射系統，飛機彈射器數量增加到了3條。
船体模块于2020年5月从制造设施移至中转区，並于2020年7月移至乾船塢。到2020年9月上旬，几乎所有的龙骨和船体模块已移至船坞中。基于卫星和航空摄影的测量表明，该舰的水线长度约为300米，最大水线宽度约为40米，排水量超过85,000吨。

### 下水
2022年6月17日，福建舰正式下水。
2023年3月13日，中国中央电视台公开的画面显示水线下排烟口被熏黑，据此中国内地军事专家宋忠平表示，福建舰可能已经进行了辅助动力的测试，繫泊試驗進展順利，海試日程指日可待。美国智库战略与国际研究中心于同年11月21日发布报告，表示根据10月17日的卫星图像显示，“福建舰”上覆盖三个电磁弹射器的遮蔽工棚都已拆除。至11月末，一段弹射器配重测试车辆落入福建舰前方水域的视频流传于网络，被认为是福建舰正在进行电磁弹射测试。11月30日，中国国防部表示福建舰正在开展系泊试验。
2024年1月3日，福建舰三条电磁弹射轨道已经清晰可见，说明已进入到了建造尾声；深圳卫视特约评论员石宏指出，由于飞行甲板前部是平直的，所以可以在福建舰前甲板停放更多舰载机，这也使得它的甲板布置灵活性大，有利于福建舰更迅速地出动舰载机。2月3日，央視軍事3日發布福建艦「側面全身照」，再度引起內地網民熱議。

### 海试
2024年5月1日，福建舰从上海江南造船厂码头启航赴相关海域，开展首次航行试验。5月8日，福建舰完成首次海试，返回江南造船厂码头，该海试完成了动力、电力系统等设备测试，达到了预期效果。
2024年5月23日第二次海试，6月11日回港，并与辽宁舰同时出现在黄海、渤海一带。
2024年7月3日第三次海试，7月28日回港。
2024年9月3日第四次海试，9月21日回港，期间有学者曾推断可能会进行弹射器舰载机起降测试。
2024年11月18日第五次海试，12月初回港，有报道留意到阻拦索位置有轮胎痕迹，认为可能进行过触舰试飞测试。
2024年12月28日第六次海试，2025年1月7日回港，有商业卫星拍摄到1架疑似绿皮军机从斜甲板前方3号电磁弹射器弹射起飞，推断可能使用空警-600进行弹射起飞测试，并反推第五次海试完成过歼-15舰载机的飞行测试。
2025年3月18日第七次海试，推测会进行首次进行弹射器起飞与阻拦索降落测试，根据之前航母（辽宁、山东）的海试次数，可能在2025年正式服役。中国国防部在3月27日记者会上回应没有可发布的信息，并表示“大家平常心就好”。
2025年5月21日第八次海试，5月27日回港，航拍图像显示，舰尾降落区布满了黑色轮胎痕迹，说明进行了多次舰载机降落测试或“触地-复飞”测试，完成了从弹射起飞到拦阻降落的完整流程。

## 设计
《观察者网》军事评论员王世纯称，该舰可能使用8台增压锅炉与4台蒸汽轮机为全舰提供动力，并配有综合电力系统，《文汇报》刊登時事評論員宋忠平的文章，认为该舰可能採用綜合電力系統作為动力。全通平直甲板，搭载电磁弹射器，新一代舰载机歼-35及固定翼预警机空警-600将部署其上，而之前的中国航母则采用滑跃起飞方式。電磁彈射器數量為3組，同時具備兩台升降梯，位于舰岛側。
满载排水量据中国官方媒体新闻通稿正式报道为8万余吨。

### 艦載機
歼-15的彈射型殲-15T預計用於福建號航空母艦上，機型正式照片已於2021年12月17日曝光。分析人士認為殲-15T將搭載新一代航空電子設備和有源電子掃描陣列雷達，采用新的复合材料和新塗層以减轻重量、降低雷達反射面并优化结构设计，此外还有可能改用具有推力矢量的渦扇-10發動機。由於殲-15T是已歷經時間驗證的改良版艦載戰機，在量產、整合及訓練上更容易上手，因此應會優先裝備部隊。另外預計搭載新型的空警-600固定翼預警機，及海直20通用型直昇機作運輸、搜救及反潛用途
2023年12月，有航拍图显示，歼-35的等比模型已被放置于福建舰甲板进行相关测试。

## 历任领导
| 中国人民解放军海军福建舰舰长 - 陈治国 海军大校 | 中国人民解放军海军福建舰政治委员 - 石志斌 海军大校 |

| 中国人民解放军海军福建舰副舰长 - 钱树民 海军大校 | 中国人民解放军海军福建舰副政治委员 |